# Asno mallorquín
El asno mallorquín (oficialmente denominada ase balear) es una raza asnal que proviene del burro catalán. Actualmente se encuentra en peligro de extinción. Tiene una altura de entre 1'40 y 1'50 m, es de carácter dócil y bien adaptada al terreno propio de las Islas Baleares.
En los últimos años se está incentivando su cría mediante subvenciones, ya que al alimentarse de malas hierbas ayuda a mantener limpios los bosques, lo cual reduce el riesgo de incendios forestales.

## Historia
El balear comparte orígenes comunes con el catalán y el Baudet du Poitou. El burro era antiguamente el animal más valorado en Mallorca y podía venderse a precios muy elevados. A principios del siglo XX también era apreciado fuera de las islas, y muchos se exportaban a Inglaterra y más tarde a los Estados Unidos. La población de la raza cayó rápidamente en la primera mitad de ese siglo y estuvo a punto de desaparecer; el número de animales de raza pura se ha estabilizado actualmente. 
En 1990 se estableció un libro genealógico para el burro mallorquín, como se conocía entonces. Se formó una asociación de criadores , ahora llamada Associació de Criadors de Pura Raça Asenca de les Illes Balears. En 2002, la raza fue reconocida oficialmente y se creó un libro genealógico. Desde 1997 el burro balear fue catalogado por el Ministerio de Agricultura, Alimentación y Medio Ambiente de España como "bajo protección especial, en peligro de extinción". En 2006, a petición de la asociación de criadores, se cambió el nombre de la raza a "Raça Asenca Balear". Su estado de conservación fue catalogado como "crítico" por la FAO en 2007 y como "en peligro" por la Fundación SAVE en 2008. 
A finales de 2013 el número total inscrito en el libro genealógico era de 464, todos ellos en Baleares.

## Características
El balear es parecido al catalán, pero más pequeño y con huesos más claros. Los machos miden alrededor de 1,45 metros a la cruz y pesan alrededor de 360 kilogramos , mientras que las hembras miden alrededor de 1,35 y pesan alrededor de 330 kg. El pelaje es negro o casi negro, con un tono pálido en el vientre, el hocico y el contorno de los ojos. 

## Usos
Antes de la mecanización de la agricultura, las hembras baleares se utilizaban en todo tipo de trabajos agrícolas, tanto de carga, transportando sacos de aceitunas y similares, como de tiro, tirando de pequeñas carretas; Los machos se utilizaban para engendrar mulas. 